# Patty Fendick
Patty Fendick (31 de marzo de 1965) es una tenista profesional estadounidense, retirada de la actividad.
Nació en la ciudad de Sacramento, California y empezó a jugar tenis en la Universidad de Stanford, donde logró tres títulos. También jugó 5 finales de torneos grand slam en la categoría dobles, coronándose campeona junto a Mary Joe Fernández del Abierto de Australia en 1991.

## Finales de Grand Slam

### Dobles femenino: 5 (1 título, 4 subcampeonatos)
| Resultado | Año  | Campeonato                | Superficie | Compañera          | Oponentes en la final           | Marcador           |
| Finalista | 1988 | Abierto de Estados Unidos | Dura       | Jill Hetherington  | Gigi Fernández Robin White      | 6–4, 6–1           |
| Finalista | 1989 | Abierto de Australia      | Dura       | Jill Hetherington  | Martina Navratilova Pam Shriver | 3–6, 6–3, 6–2      |
| Finalista | 1990 | Abierto de Australia      | Dura       | Mary Joe Fernandez | Jana Novotná Helena Suková      | 7–6(7–5), 7–6(8–6) |
| Campeona  | 1991 | Abierto de Australia      | Dura       | Mary Joe Fernandez | Gigi Fernández Jana Novotná     | 7–6(7–4), 6–1      |
| Finalista | 1994 | Abierto de Australia      | Dura       | Meredith McGrath   | Gigi Fernández Natalia Zvereva  | 6–3, 4–6, 6–4      |